# Ira Levin
Ira Marvin Levin (New York, 27 agosto 1929 – New York, 12 novembre 2007) è stato uno scrittore, drammaturgo e sceneggiatore statunitense.

## Biografia
Studiò all'Università di New York, laureandosi in filosofia e inglese.
A 22 anni scrisse il suo primo romanzo, Un bacio prima di morire, per il quale vinse anche un premio nel 1954 il prestigioso Edgar Allan Poe Award.
Il suo romanzo più famoso è Rosemary's Baby, una storia horror con risvolti nel satanico e nell'occulto.
Dalla maggior parte dei suoi scritti sono stati tratti film di successo.
Nel 2003 viene premiato con il Mystery Writers of America Grand Master.

## Opere

### Romanzi
- Un bacio prima di morire (A Kiss Before Dying, 1953), Garzanti 1955; Arnoldo Mondadori Editore 1997
- Rosemary's Baby (Rosemary's Baby, 1967), finalista Edgar Award 1968; Garzanti 1969 come Nastro rosso a New York; Euroclub 1986; Arnoldo Mondadori Editore 2005.
- Questo giorno perfetto (This Perfect Day, 1970), Garzanti 1970
- La fabbrica delle mogli (The Stepford Wives, 1972), Garzanti 1973
- I ragazzi venuti dal Brasile (The Boys from Brazil, 1976), Club degli Editori 1977; Arnoldo Mondadori Editore 2006.
- Scheggia (Sliver, 1991), Interno Giallo 1991
- Son of Rosemary, 1997

### Opere teatrali
- No Time For Sergeants, 1956
- Interlock, 1958
- Critic's Choice, 1962
- Dr. Cook's Garden, 1968
- Veronica's Room, 1974
- Deathtrap, 1979
- Break a Leg: A Comedy in Two Acts, 1981
- Cantorial, 1982
- General Seeger, 1998

## Filmografia

### Sceneggiature scritte
- 1951 - Lights Out (serie tv), episodio Leda's Portrait
- 1955 - The United States Steel Hour (serie tv), vari episodi
- 1958 - Alfred Hitchcock presenta (Alfred Hitchcock Presents, serie tv), episodio Sylvia
- 1961 - General Electric Theater (serie tv), episodio The Devil You Say

### Film tratti dai suoi romanzi
- 1956 - Giovani senza domani (A Kiss Before Dying) - da Un bacio prima di morire
- 1958 - Tempi brutti per i sergenti (No Time for Sergeants) - dall'omonima opera teatrale
- 1963 - Critic's Choice - dall'omonima opera teatrale
- 1968 - Rosemary's Baby (Rosemary's Baby) - dall'omonimo romanzo
- 1971 - Dr. Cook's Garden (Film TV) - dall'omonima opera teatrale
- 1975 - La fabbrica delle mogli (The Stepford Wives) - dall'omonimo romanzo
- 1976 - Look What's Happened to Rosemary's Baby (Rosemary's Baby II) - basato sul suo personaggio
- 1978 - I ragazzi venuti dal Brasile (The Boys from Brazil) - dall'omonimo romanzo
- 1980 - Revenge of the Stepford Wives (Film TV) - basato su suoi personaggi
- 1982 - Trappola mortale (Deathtrap) - dall'omonima opera teatrale
- 1987 - The Stepford Children (Film TV) - basato su suoi personaggi
- 1991 - Un bacio prima di morire (A Kiss Before Dying) - dall'omonimo romanzo
- 1993 - Sliver (Sliver) - da Scheggia
- 2003 - Footsteps (Film TV) - da una sua opera teatrale
- 2004 - La donna perfetta (The Stepford Wives) - da La fabbrica delle mogli